# دون برستون (موسيقي)
دون برستون (بالإنجليزية: Don Preston)‏ هو موسيقي وعازف بيانو أمريكي، ولد في 21 سبتمبر 1932 في فلينت في الولايات المتحدة.

## وصلات خارجية
- دون برستون على موقع IMDb (الإنجليزية)
- دون برستون على موقع ألو سيني (الفرنسية)
- دون برستون على موقع ميوزك برينز (الإنجليزية)
- دون برستون على موقع أول موفي (الإنجليزية)
- دون برستون على موقع قاعدة بيانات الأفلام السويدية (السويدية)
- دون برستون على موقع إن إن دي بي (الإنجليزية)
- دون برستون على موقع أول ميوزيك (الإنجليزية)
- دون برستون على موقع ديسكوغز (الإنجليزية)
- دون برستون على موقع قاعدة بيانات الفيلم (الإنجليزية)
- دون برستون على موقع كينوبويسك (الروسية)